# Kępiaste (Pułtusk)
Pour les articles homonymes, voir Kępiaste.
Kępiaste (prononciation : [kɛmˈpjastɛ]) est un village polonais de la gmina de Pokrzywnica dans le powiat de Pułtusk de la voïvodie de Mazovie dans le centre-est de la Pologne.
Il se situe à environ 9 kilomètres au sud de Pokrzywnica (siège de la gmina), 19 kilomètres au sud de Pułtusk (siège de le powiat) et à 37 kilomètres au nord de Varsovie (capitale de la Pologne).
Le village compte approximativement une population de 20 habitants en 2009.

## Histoire
De 1975 à 1998, le village appartenait administrativement à la voïvodie de Ciechanów.